# Gris 2000
Gris 2000 war ein italienisches professionelles Radsportteam, das nur 1969 bestand.

## Geschichte
Das Team wurde 1969 unter der Leitung von Diego Ronchini gegründet. Obwohl keine Siege erzielt wurden, konnte das Team einen zweiten Platz bei der Coppa Sabatini, einen dritten Platz beim Giro del Piemonte, einen dreizehnten Platz bei Tirreno–Adriatico und Platz 21 beim Giro d’Italia vorweisen. Am Ende der Saison löste sich das Team auf und Teile des Teams wechselten zu Team Cosatto-Marsicano.
Hauptsponsor war der gleichnamiger italienischer Hersteller von Lebensmittel aus Bologna.

## Weitere Ergebnisse
| Monument            | 1969 |
| ------------------- | ---- |
| Mailand–Sanremo     | 66   |
| Lombardei-Rundfahrt | 27   |

| Grand Tour        | 1969 |
| ----------------- | ---- |
| Giro d’ItaliaGiro | 21   |

## Bekannte ehemalige Fahrer
- Giovanni Bramucci (1969)
- Flavio Martini (1969)
- Domenico De Lillo (1969)
- Benito Pigato (1969)
- Gianfranco Bianchin (1969)